# 三浦肆玖楼
三浦 肆玖楼（みうら しくろう、1890年（明治23年）9月21日 - 1961年（昭和36年）10月4日）は、大正から昭和時代の日本の農学者。

## 経歴・人物
島根県那賀郡井野村（現・浜田市三隅町）にて生まれる。島根県農林学校を経て、1917年（大正6年）東京農業大学を卒業。シンガポールの三五公司の社員となり、ゴムノキの芽接ぎ技術を完成、熱帯ゴム樹栽培の技術を確立した。1925年（大正14年）島根県邑智郡農会技師、1928年（昭和3年）岐阜高等農林学校勤務を経て、1931年（昭和6年）母校の東京農業大学講師となる。さらにアメリカのネブラスカ大学に留学。1934年（昭和9年）に帰国し、東京農業大学教授となり、同校の戦後復興に尽力。1959年（昭和34年）同校卒業生として初の学長に就任した。

## 著作
単著
- 『熱帯農業 作物篇』西ケ原刊行会、1942年。
- 『食用作物各論』アヅミ書房、1952年。
- 『熱帯作物』アヅミ書房、1955年。